# Animal Boy
Animal Boy es el noveno álbum del grupo de punk The Ramones, lanzado el 19 de mayo de 1986. Incluye canciones tales como "My Brain Is Hanging Upside Down", escrita como protesta a la visita del presidente Ronald Reagan al cementerio de Bitburgo en Alemania Occidental; "Somebody Put Something in My Drink", escrita por Richie Ramone, baterista del grupo de 1983 a 1987; y Love Kills, escrita por Dee Dee Ramone a su amigo Sid Vicious, fallecido en 1979. Dee Dee es el vocalista en las pistas 3 y 9.
Tres canciones del álbum fueron coescritas con Jean Beauvoir, miembro de Plasmatics.
El video musical de la canción Something to Believe In ofreció un acontecimiento caritativo de simulacro titulado Hands Across Your Face (Manos a través de tu cara), parodiando a la campaña Hands Across America.

## Lista de canciones
| Side one |                                                           |                                            |          |  |
| N.º      | Título                                                    | Escritor(es)                               | Duración |  |
| 1.       | «Somebody Put Something in My Drink»                      | Richie Ramone                              | 3:23     |  |
| 2.       | «Animal Boy»                                              | Dee Dee Ramone, Johnny Ramone              | 1:50     |  |
| 3.       | «Love Kills»                                              | Dee Dee Ramone                             | 2:19     |  |
| 4.       | «Apeman Hop»                                              | Dee Dee Ramone                             | 2:02     |  |
| 5.       | «She Belongs to Me»                                       | Dee Dee Ramone, Jean Beauvoir              | 3:54     |  |
| 6.       | «Crummy Stuff»                                            | Dee Dee Ramone                             | 2:06     |  |
| 7.       | «My Brain Is Hanging Upside Down (Bonzo Goes To Bitburg)» | Joey Ramone, Dee Dee Ramone, Jean Beauvoir | 3:55     |  |
| 8.       | «Mental Hell»                                             | Joey Ramone                                | 2:38     |  |
| 9.       | «Eat That Rat»                                            | Dee Dee Ramone, Johnny Ramone              | 1:37     |  |
| 10.      | «Freak of Nature»                                         | Dee Dee Ramone, Johnny Ramone              | 1:32     |  |
| 11.      | «Hair of the Dog»                                         | Joey Ramone                                | 2:19     |  |
| 12.      | «Something to Believe In»                                 | Dee Dee Ramone, Jean Beauvoir              | 4:09     |  |

## Versiones
- La banda sueca  de rock band Sator grabaron una versión de "Mental Hell" para el álbum tributo de 2002, The Song Ramones the Same.
- La banda Finlandesa de death metal melódico, Children of Bodom grabó la canción "Somebody Put Something In My Drink" para su lanzamiento en Estados Unidos de su álbum Are You Dead Yet? de 2005.
- La banda de punk americana, Trashlight Vision, grabó una versión de la canción "My Brain Is Hanging Upside Down (Bonzo Goes To Bitburg)" para su álbum debut Alibis and Ammunition.
- El vocalista y cantante Nick Oliveri grabó una versión de "Mental Hell" para su álbum "Dead Planet: SonicSlowMotionTrails" de 2007 con su banda de punk/stoner, Mondo Generator.
- La banda de punk rock argentina Expulsados grabó una versión de la canción "Mental Hell" para el álbum tributo Todos somos Ramones (2005).
- La banda de punk rock brasilera Carbona grabó una versión de la canción "Love Kills" para el álbum tributo Todos somos Ramones (2005).

## Personal

### Ramones
- Joey Ramone – voz principal y coros
- Johnny Ramone – guitarra principal y bajo
- Dee Dee Ramone – voz principal y coros, bajo
- Richie Ramone – batería y coros

### Músicos adicionales
- Walter Lure - guitarra rítmica
- Jean Beauvoir - guitarra rítmica, sintetizadores y coros

## Posicionamiento
Álbum
| Año  | Listas        | Posición |
| ---- | ------------- | -------- |
| 1986 | Billboard 200 | 143      |